# N.A.M.B.
 (juillet 2025).
 (février 2023).
Si vous disposez d'ouvrages ou d'articles de référence ou si vous connaissez des sites web de qualité traitant du thème abordé ici, merci de compléter l'article en donnant les références utiles à sa vérifiabilité et en les liant à la section « Notes et références ».
N.A.M.B. est un groupe de rock italien, formé en 2004 à Turin, en Italie.

## Historique
Après de nombreuses expériences musicales individuelles et collaborations (Superbudda, Modarte), la bande a décidé de préparer son premier album, entièrement produit par Davide, G.u.p. et Branco à Superbudda Studio à Turin. 
L'album est mixé par Madaski au Dub De Demon Studio et masterisé par George Marino au StearlinSound à New York City.
L'album homonyme qu'elle est publiée par Mescal le 28 janvier 2005. Les trois premiers singles de N.A.M.B. sont: "Fermo", "Un istante un limite" (avec deux bonus tracks: "End of Days" et  "Telling Lies" de David Bowie) et "Black Hole Sun", un examen de la célèbre Soundgarden chanson.
Le clip vidéo de la dernière a été réalisé par Lorenzo Vignolo et transmis par les grandes chaînes de télévision italien.
N.A.M.B., avec Madasky aux claviers, commence à jouer en direct sur les principales étapes italien, le soutien des artistes comme Spoon (USA), Cikinki (Grande-Bretagne) et Afterhours (Italie). Album de Francesco C., intitulé Ulteriormente, a été produit par Davide avec la collaboration de Madasky, puis Davide mélange avec G.u.p. The Art of Zapping album "Volume 3". En début de l'année 2006 NAMB Ont pris part à la réalisation d'une partie de la bande originale de "Still Life", un film de Filippo Cipriano. NAMB apparaît également dans plusieurs performances douring Jeux Olympiques d'Hiver de Turin 2006.
La bande participer au plan humanitaire Rezophonic de Mario Riso, avec un remix de "Can You Hear Me", réalisé avec la ligne suivante en place: Madaski (voix et mix), Branco (basse et piano), Davide (guitare et programmations), Olly (voix), Cristina Scabbia de Lacuna Coil (voix), Marco Cocci de Malfunk (voix) et de GL Extrema (voix). En mai, le NAMB réaliser pour "Capitale del Libro Torino 2006" une vidéo avec Luca Pastore et écrivain Younis Tawfik jouant "La Cura" de Franco Battiato. Le mois de juin est le mois de la quatrième single "Snake Love" accompagnée d'une vidéo filmée par Riccardo Struchil. Septembre 2006 est le mois de la troisième vidéo, cette fois dirigée par son ami SoulJacker Film. "Solo un'idea» est la chanson, mais, dans ce cas, également, dans la version anglaise intitulée “Crashing apart”.

## Membres
- Davide Tomat - Inger, guitariste, synthé et programmation
- Luca Cognetti - Guitariste
- Silvio Franco "Branco" - Bassiste, guitariste, synthé, piano et stick
- Andrea Ghio "Topo" - Batteur

## Discographie

### Album Studio
- N.A.M.B. (2005)

### Single
- Fermo
- Un istante un limite
- Black Hole Sun
- Can You Hear Me
- Snake Love (2006)
- Another Stranger Me (2007)

## Videographie
Black Hole Sun (2005)
Solo Un Idea (2006)
Snake Love (2006)
Crashing Apart (2006)

## Liens
- (it) Site Officiel